# NGC 887
NGC 887 је спирална галаксија у сазвежђу Кит која се налази на NGC листи објеката дубоког неба.
Деклинација објекта је - 16° 4' 9" а ректасцензија 2h 19m 32,6s. Привидна величина (магнитуда) објекта NGC 887 износи 12,7 а фотографска магнитуда 13,4. NGC 887 је још познат и под ознакама MCG -3-7-1, IRAS 02171-1617, PGC 8868.